# The Marmalade

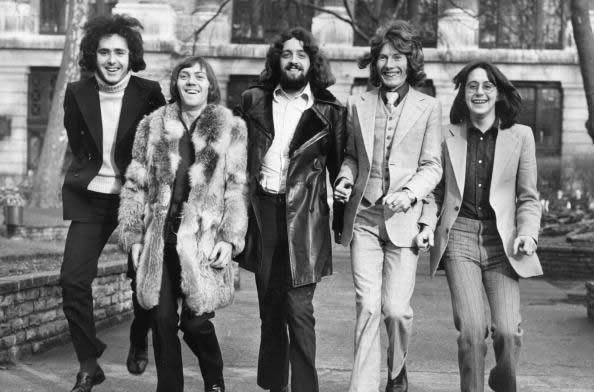
The Marmalade 1970 in London

The Marmalade ist eine britische Popgruppe, die zwischen 1968 und 1976 insgesamt acht Top-10-Hits in den englischen Single-Charts hatte. Aufgrund ihrer Popularität wurde ein Cocktail nach ihr benannt, der „Marmaladdie“.

## Bandgeschichte

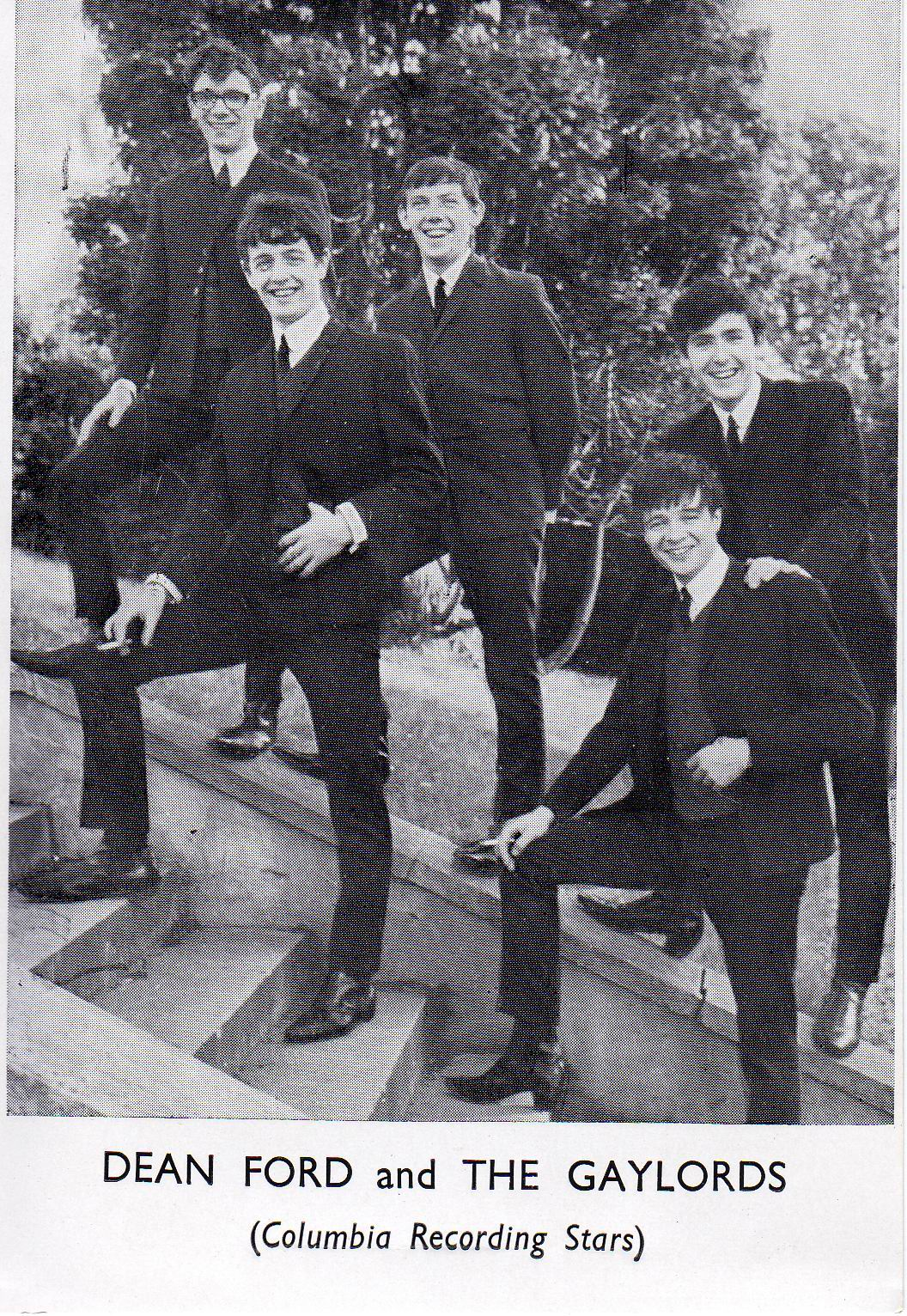
Dean Ford & The Gaylords (1964)

Die Band wurde 1961 gegründet und nannte sich zunächst Dean Ford & the Gaylords. Von 1964 bis 1966 wurde das Quintett in Schottland jeweils zur Topband gewählt, was auch darin begründet lag, dass sie fast unentwegt landesweit tourten. 1967 nahm die Gruppe am Windsor Jazz Festival teil, wo sie allen anderen Teilnehmern die Show stahl. Es folgten ein Umzug nach London, die Umbenennung zu The Marmalade und Auftritte im berühmten Marquee Club.
Im Mai 1968 gelang mit Lovin’ Things der erste Top-10-Erfolg, es folgte im Oktober 1968 Wait for Me Marianne, das jedoch nur Rang 30 erreichen konnte. Der Song wurde vom erfolgreichen britischen Autorenteam Ken Howard & Alan Blaikley verfasst, das künftig sämtliche Hits der Marmalade von Dezember 1968 bis zu Baby Make It Soon (Juni 1969) produzierte. Dazu gehörte auch ihr größter Hit, eine Coverversion des Songs Ob-La-Di, Ob-La-Da von den Beatles, den die Gruppe in orangefarbenen Anzügen aufführte. Damit erreichte sie Anfang 1969 die Nummer eins in den britischen Charts. Weitere Hits der Band waren unter anderem Reflections of My Life und Rainbow.
Der Manager von Marmalade war Peter Walsh, der in den 1960er und 1970er Jahren eine Reihe von erfolgreichen Interpreten und Bands unter Vertrag hatte, darunter die Bay City Rollers, Billy Ocean, die Troggs und Blue Mink.
Die treibenden Kräfte der Band waren der Sänger Dean Ford und der Bassist Graham Knight. Mit dem Weggang von Junior Campbell begann eine Serie von Umbesetzungen. Auch der Schlagzeuger Alan Whitehead verließ die Band. Der Versuch, auf Progressive Rock umzusteigen, hatte wenig Erfolg.
Die verjüngte Band Marmalade ist unter der Leitung von Graham Knight auch nach der Jahrtausendwende bei Oldie-Festivals noch auf Tour.

## Original-Mitglieder
- Junior Wullie Campbell (* 24. Juli 1946 in Glasgow, Schottland), Leadgitarre
- Patrick Fairley (* 14. April 1944 in Glasgow; † 11. August 2020), Gitarre
- Dean Ford (* 5. September 1946 als Thomas McAleese in Airdrie; † 31. Dezember 2018[1]), Gesang, auch Harmonica und Tamburin
- Graham Knight (* 8. Dezember 1946 in Glasgow), Trompete, Bassgitarre und Gesang
- Alan Whitehead (* 24. Juli 1947 in Oswestry, Shropshire), Schlagzeug

## Spätere Mitglieder

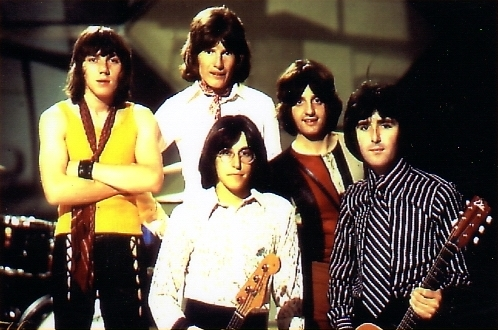
The Marmalade 1968 in London

- Hughie Nicholson, Lead-Gitarre, Akustik-Gitarre, Gesang
- Doughie Henderson, Schlagzeug
- Sandy Newman, Gesang, Gitarre, Keyboard
- Garth Wett-Roy, Gesang, Gitarre
- Alan Holmes, geb. 1949 – Akustische und Elektrische Gitarre, Keyboard und Gesang

## Diskografie

### Alben
- 1968: There’s a Lot of It About
- 1968: Ob-La-Di, Ob-La-Da
- 1970: Reflections of the Marmalade
- 1971: Songs
- 1974: Our House Is Rocking
- 1974: Reflections of My Life and other great Songs
- 1977: The Only Light on My Horizon Now
- 1978: … Doing It All for You
- 1981: Marmalade (nur USA)
- 1982: Heartbreaker

### Singles
| Jahr | Titel Album                                                 | Höchstplatzierung, Gesamtwochen, AuszeichnungChartplatzierungen (Jahr, Titel, Album, Platzierungen, Wochen, Auszeichnungen, Anmerkungen) | Höchstplatzierung, Gesamtwochen, AuszeichnungChartplatzierungen (Jahr, Titel, Album, Platzierungen, Wochen, Auszeichnungen, Anmerkungen) | Höchstplatzierung, Gesamtwochen, AuszeichnungChartplatzierungen (Jahr, Titel, Album, Platzierungen, Wochen, Auszeichnungen, Anmerkungen) | Höchstplatzierung, Gesamtwochen, AuszeichnungChartplatzierungen (Jahr, Titel, Album, Platzierungen, Wochen, Auszeichnungen, Anmerkungen) | Höchstplatzierung, Gesamtwochen, AuszeichnungChartplatzierungen (Jahr, Titel, Album, Platzierungen, Wochen, Auszeichnungen, Anmerkungen) | Anmerkungen       |
| Jahr | Titel Album                                                 | DE | AT | CH | UK | US | Anmerkungen       |
| ---- | ----------------------------------------------------------- | --- | --- | --- | --- | --- | ----------------- |
| 1968 | Lovin’ Things There’s a Lot of It About                     | DE39 (1 Wo.)DE | — | — | UK6 (13 Wo.)UK | — |                   |
| 1968 | Wait for Me Marianne There’s a Lot of It About              | — | — | — | UK30 (5 Wo.)UK | — |                   |
| 1968 | Ob-La-Di, Ob-La-Da                                          | DE2 (5 Wo.)DE | AT1 (4 Wo.)AT | CH2 (4 Wo.)CH | UK1 (20 Wo.)UK | — | The-Beatles-Cover |
| 1969 | Baby Make It Soon –                                         | — | — | — | UK9 (13 Wo.)UK | — |                   |
| 1969 | Reflections of My Life Reflections of the Marmalade         | DE20 (2 Wo.)DE | — | — | UK3 (12 Wo.)UK | US10 (15 Wo.)US |                   |
| 1970 | Rainbow Songs                                               | DE21 (1 Wo.)DE | — | — | UK3 (14 Wo.)UK | US51 (8 Wo.)US |                   |
| 1971 | My Little One Songs                                         | — | — | — | UK15 (11 Wo.)UK | — |                   |
| 1971 | Cousin Norman Songs                                         | — | — | — | UK6 (11 Wo.)UK | — |                   |
| 1971 | Back on the Road Songs                                      | — | — | — | UK35 (8 Wo.)UK | — |                   |
| 1972 | Radancer –                                                  | DE31 (7 Wo.)DE | — | — | UK6 (12 Wo.)UK | — |                   |
| 1976 | Falling Apart at the Seams The Only Light on My Horizon Now | — | — | — | UK9 (11 Wo.)UK | US49 (9 Wo.)US |                   |

grau schraffiert: keine Chartdaten aus diesem Jahr verfügbar
Weitere Singles
- 1966: It’s All Leading up to Saturday Night
- 1966: Can’t Stop Now
- 1967: I See the Rain
- 1967: Man in a Shop
- 1969: Butterfly
- 1973: The Wishing Well
- 1973: Our House Is Rockin’
- 1974: Come Back Jo
- 1976: Walking a Tightrope
- 1976: What You Need Is a Miracle
- 1976: Hello Baby
- 1977: The Only Light on My Horizon Now
- 1977: Mystery Has Gone
- 1978: Talking in Your Sleep
- 1978: Heavens Above
- 1979: Made in Germany
- 1984: Heartbreaker
- 1985: Golden Shreds

## Nachweise
1. ↑  https://www.facebook.com/photo.php?fbid=10156135839478240&set=gm.2224914317542593&type=3&theater&ifg=1
2. ↑  Chartquellen: DE AT CH UK US1 US2